# 387 př. n. l.

## Události
- 18. červenec – Keltové (Galové) porazili Římany v bitvě u řeky Allie
- 21. červenec – Keltové pod vedením Brenna dobyli Řím
- Platón zakládá Platónskou akademii v Athénách

## Hlavy států
- Perská říše – Artaxerxés II.  (404 – 359 př. n. l.)
- Egypt – Hakor  (393 – 380 př. n. l.)
- Bosporská říše – Leukon  (389 – 349 př. n. l.)
- Sparta – Agésipolis I.  (395 – 380 př. n. l.) a Agésiláos II.  (399 – 360 př. n. l.)
- Athény – Pyrgion  (388 – 387 př. n. l.) » Theodotus  (387 – 386 př. n. l.)
- Makedonie – Amyntás III.  (392 – 370 př. n. l.)
- Epirus – Alcetas I.  (390 – 370 př. n. l.)
- Odryská Thrácie – Seuthes II.  (405 – 387 př. n. l.) » Hebryzelmis  (387 – 384 př. n. l.)
- Římská republika – tribunové L. Papirius Cursor, Cn. Sergius Fidenas Coxo, L. Aemilius Mamercinus, Licinus Menenius Lanatus a L. Valerius Potitus Poplicola  (387 př. n. l.)
- Syrakusy – Dionysius I.  (405 – 367 př. n. l.)
- Kartágo – Mago II.  (396 – 375 př. n. l.)